# Parc Nacional de la Chapada dos Veadeiros
El Parque Nacional Chapada dos Veadeiros es localitza a la Chapada dos Veadeiros, regió Nord-est de l'Estat de Goiás, al Brasil.
A les geocoordenades 13° 51′ a 14° 10′ de latitud Sul i 47° 25′ a 47° 42′ de longitud Oest, cobrint una superfície de 65.514 ha, està comprès dintre d'una àrea d'un cerrado d'altitud que agrupa diversos municipis, d'entre ells, São João d'Aliança, Alto Paraíso, colinas do Sul i Cavalcante.
El parc fou creat, el 1961, per l'aleshores President de la República, Juscelino Kubitschek, amb el nom de Parc Nacional do Tocantins.
Fou reconegut com a Patrimoni Natural Mundial per la UNESCO el Desembre de 2001.